# Alexander Gill l'Aîné
Alexander Gill, dit Alexander Gill l’Aîné, né le 7 février 1565 et décédé le 17 novembre 1635, est un savant anglais, grammairien et réformateur de l'orthographe, directeur de l'St Paul's School de Londres. Il est l’auteur d’une grammaire de la langue anglaise écrite en latin.

## Biographie
Gill est né dans le Lincolnshire le 7 février 1565. Il fait ses études au Corpus Christi College à Oxford en septembre 1583, et obtient son baccalauréat universitaire en 1586 et son master en 1589.
Le 10 mars 1607 ou 1608), il remplace Richard Mulcaster comme directeur de la  St Paul's School (Londres). John Milton a été un de ses élèves de 1620 à 1625.
Il meurt à son domicile le 17 novembre 1635 et esté enterré le 20 novembre, dans la chapelle de Mercer.
Il publie en 1619 et 1621 la Logonomia Anglica, qua gentis sermo facilius addiscitur, une grammaire anglais écrite en latin, proposant un système phonétique pour écrire l’anglais.
Il propose notamment de reprendre certaines anciennes lettres anglaises comme l’edh ‹ ð › et le thorn ‹ þ › pour les deux sont de ‹ th ›, et propose l’utilisation de la lettre eng ‹ ŋ ›.